# Tatort: Absolute Diskretion
Absolute Diskretion ist ein Film aus der Reihe Tatort, der vom ORF produziert und am 27. Juni 1999 zum ersten Mal gesendet wurde. Für Chefinspektor Moritz Eisner (Harald Krassnitzer) ist es der zweite Fall, in dem er ermittelt. Es geht nicht nur um Mord, sondern auch um Doppelmoral, Prestigesucht und Habgier.

## Handlung
Roman Kraus und Dr. Peter Pollak betreiben ein sehr pikantes Hobby. Sie tauschen ihre Ehefrauen gern mal für einen Abend aus. Dabei benutzt Roman keine eigene Frau, sondern mietet ein Escort-Girl für diesen Zweck. Als Eisner gerufen wird, liegt die echte Eva Kraus erschossen in ihrem Forschungslabor und die wissenschaftliche Dissertation, an der sie arbeitete, fehlt. Vor dem Gebäude liegt die weggeworfene und mutmaßliche Mordwaffe. Als Besitzer der Sportpistole wird Roman Kraus, der Ehemann, ermittelt, der nun unter Mordverdacht gerät und verhaftet wird. Dr. Peter Pollak könnte ihm für die letzte Nacht ein Alibi geben, doch der sehr angesehene Politiker und Arzt tut dies aus Angst vor einem Skandal nicht. Trotz der seltsamen Umstände glaubt Chefinspektor Eisner an die Unschuld von Kraus und versucht den wahren Mörder zu finden. Die verschwundenen Unterlagen weisen den Weg zu Gunter Lauterfeld, dem Bruder von Eva Kraus. Er wäre der Begünstigte der Versicherungsleistung, bei einem Verlust oder Diebstahl von Firmen- und Forschungsunterlagen, da er Miteigentümer der Firma ist. Zudem wollte er die wissenschaftlichen Ergebnisse verkaufen, seine Schwester nicht. Doch eine Überwachung von Lauterfeld bei einem Treffen mit einem Pharmarepräsentanten führt nicht zum gewünschten Erfolg.
Eisner verhört Miriam Hartmann, die als Schauspielerin nebenbei für den Begleitservice arbeitet. Sie kann sich genau an die Ereignisse der letzten Nacht erinnern und bestätigt damit die Aussage von Kraus. Doch der Staatsanwalt tut dies nur als Rufmord ab, da sehr viele Peter Pollak schaden möchten, und Kraus bleibt weiter in Haft. So kommt Miriam auf die Idee, Pollak zu erpressen. Da er nun weiß, dass sie ein Callgirl ist, bringt sie sich jedoch in Gefahr. Über die Agentur erhält sie einen neuen Auftrag, bei dem sie von einer maskierten Person bedroht wird. In ihrer Angst sucht sie Zuflucht bei Eisner, der nun ihre schauspielerischen Fähigkeiten einsetzt, um Pollak zu überführen. Bei einem öffentlichen Abend tritt sie vor der Presse auf und stellt Pollak drastisch und skandalös bloß. Daraufhin verliert er sein politisches Amt, seine Frau und seine Freunde.
Roman Kraus wird wieder frei gelassen und Eisner findet heraus, dass das Ehepaar Pollak Eva Kraus gekannt haben muss, da sie ihr vor einigen Jahren auf einer medizinischen Fachtagung begegnet sind. Somit sind ihre Aussagen zum Alibi von Kraus fragwürdig und Eisner kommt dahinter, dass Frau Pollak alles geplant und eingefädelt hat. Kraus hat tatsächlich selber seine Frau erschossen und die Unterlagen entwendet, die er mithilfe von Helen Pollaks Verbindungen verkaufen wollte. Peter Pollak wusste davon jedoch nichts, auch nicht, dass Roman Kraus und seine Frau schon länger ein Paar waren. Als er dahinterkommt, gerät er in Lebensgefahr, aber Eisner gelingt es, ihn zu retten und seine Frau und Kraus zu verhaften.

## Hintergrund
Die Episode wurde mit dem Arbeitstitel Tödlicher Tausch vom Österreichischen Rundfunk (ORF) gedreht.

## Rezeption

### Einschaltquoten
6,58 Millionen Zuschauer sahen die Folge Absolute Diskretion in Deutschland bei ihrer Erstausstrahlung am 27. Juni 1999, was einem Marktanteil von 21,09 % entsprach.

### Kritiken
TV Spielfilm urteilte: „Während sich Roman Kraus (Gregor Bloéb) samt Escort-Girl (Anna Thalbach) beim flotten Vierer amüsiert, wird seine Frau, eine Pharmaforscherin, ermordet“ … „Klingt heiß, oder? Ist aber nur lauwarm“.